# هایدر (آلاسکا)
هایدر (به انگلیسی: Hyder) شهری در ناحیه سرشماری پرینس آو ویلز-هایدر ایالت Alaska است که جمعیت آن در سرشماری سال ۲۰۰۰ میلادی ۹۷ نفر بوده‌است.